# Kalanchoe lateritia
Kalanchoe lateritia är en fetbladsväxtart som beskrevs av Adolf Engler. Kalanchoe lateritia ingår i släktet Kalanchoe och familjen fetbladsväxter. Inga underarter finns listade i Catalogue of Life.

## Bildgalleri

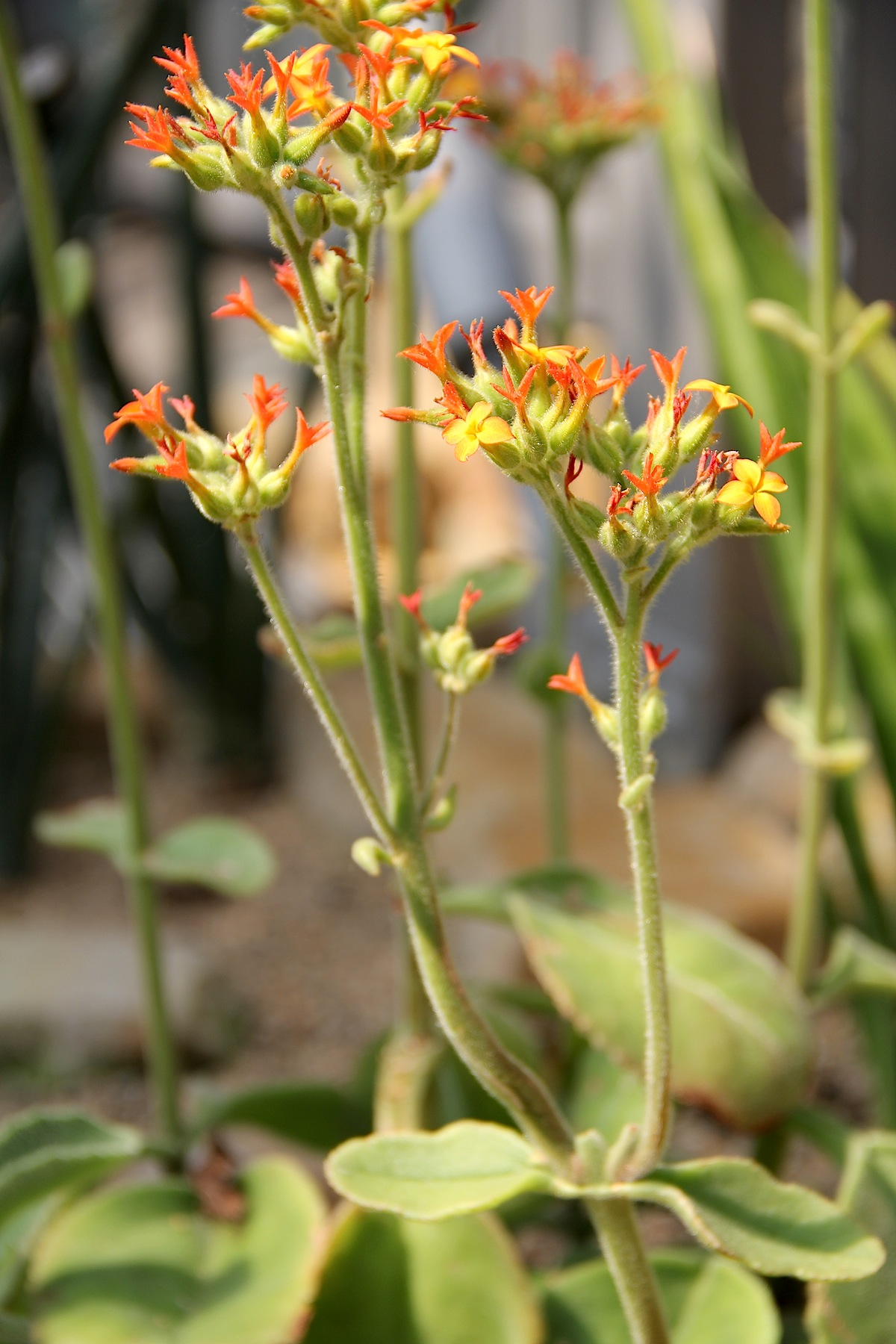
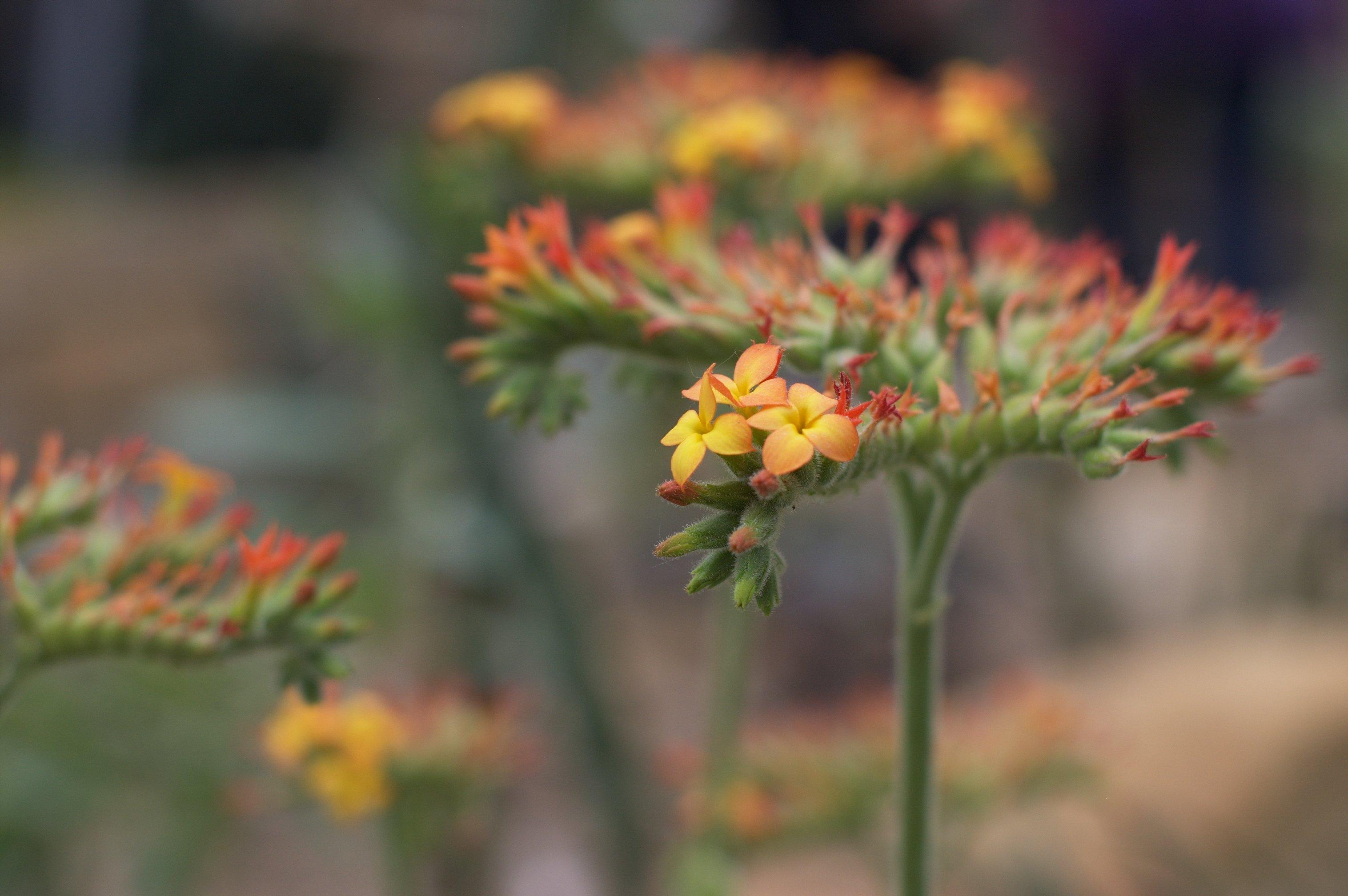
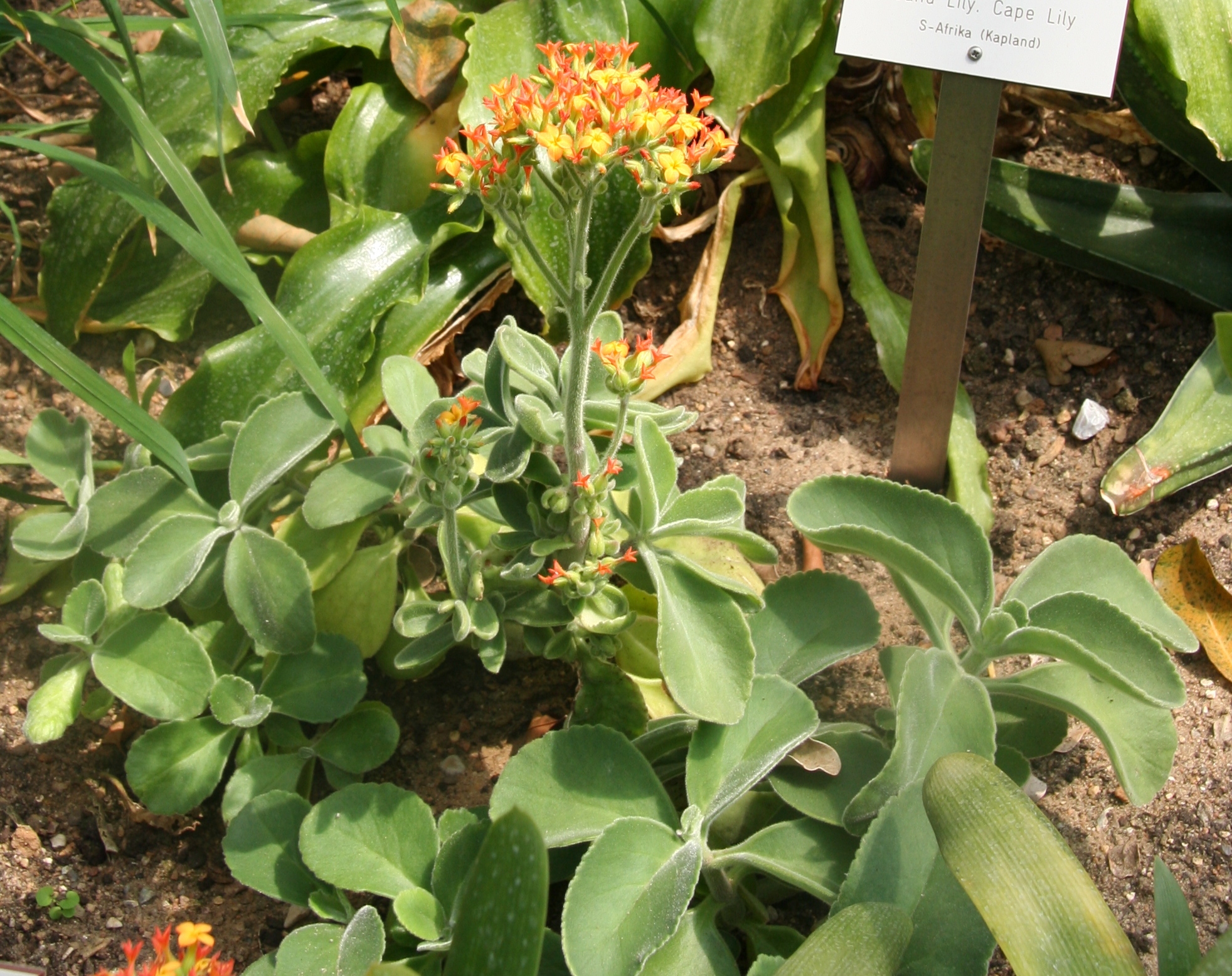
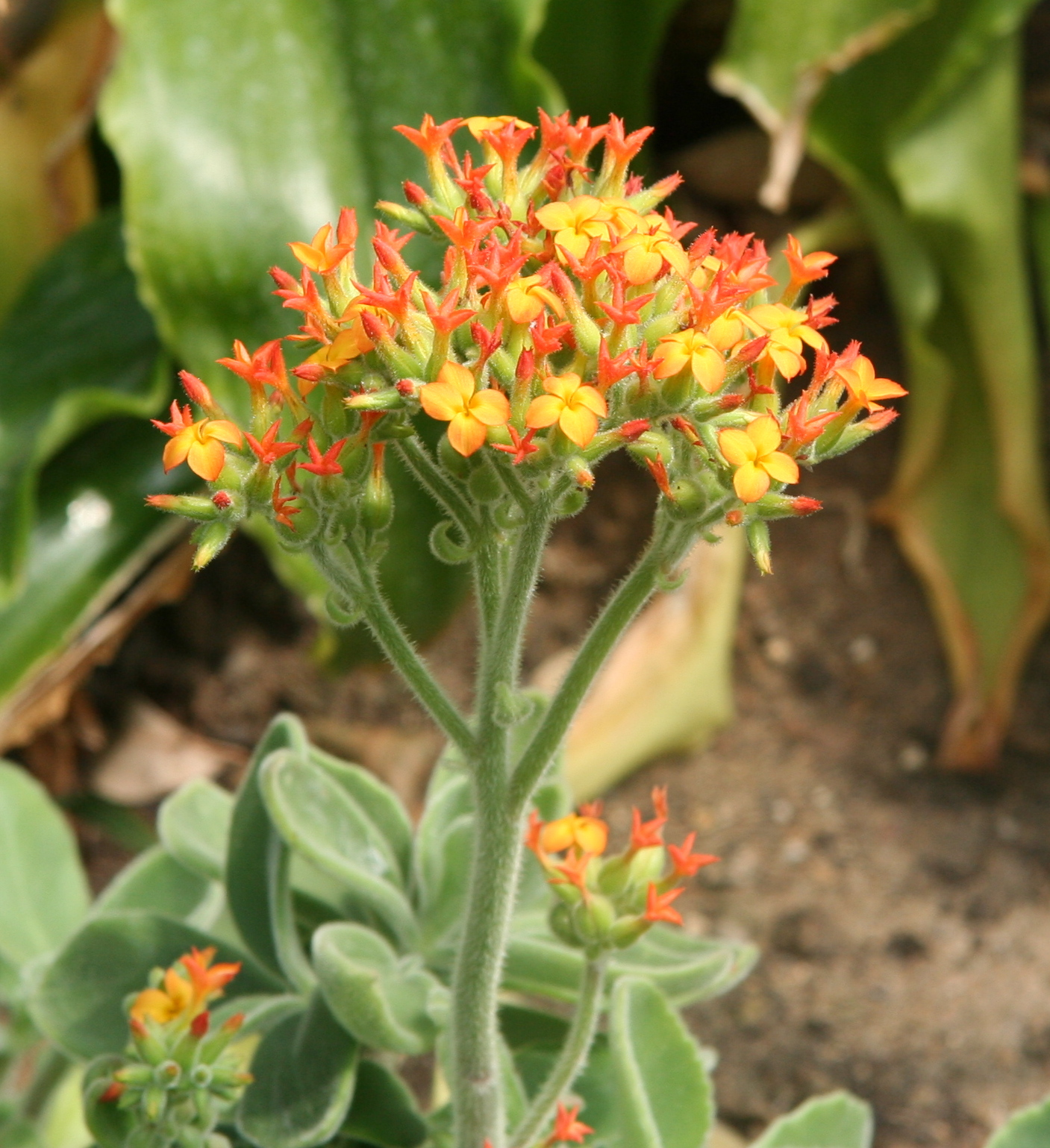